# BBC Sound Effects

BBC Sound Effects est une collection sonore numérisée, propriété de la BBC, qui comprend environ 16 000 échantillons sonores,. Les données au format WAV peuvent être téléchargées gratuitement pour un usage personnel ou à des fins d'enseignement et de recherche. Tout usage commerciale doit faire l'objet d'un accord individuel entre le propriétaire et l'utilisateur. La base de données est indexée par mots-clés, le mot-clé Footstones faisant à lui seul 617 entrées.

## Caractéristiques
La collection de la BBC en elle-même comprend environ 33 000 échantillons sonores enregistrés dans le monde entier, couvrant les 100 dernières années d'activités de diffusion,,. Elle comprend des enregistrements d'ateliers de la BBC, des effets spéciaux produits pour des productions télévisées et radiophoniques de la chaîne et, entre autres, des enregistrements du bombardement de Londres (The Blitz) pendant la Seconde Guerre mondiale. À cela s'ajoutent environ 15 000 échantillons produits par la BBC Natural History Unit pour des films documentaires. Les archives sont constituées pratiquement dès la création de la chaîne en 1922 et couvrent toute la période de ses activités de diffusion.
La collection sonore, l'un des points forts de cette collection, est créée à la fin des années 1960, lorsque des sons naturels, tels que l'eau courante, les chutes d'eau, la pluie, le vent ou les bruits d'orage, ainsi que des bruits d'animaux de toutes sortes, étaient nécessaires pour la bande-son des films sur la nature et des documentaires. Les réalisateurs et les ingénieurs du son se servaient des archives lorsqu'il s'avérait difficile ou impossible d'enregistrer le son en même temps que le tournage. Il arrivait aussi que l'équipe de tournage soit chargée d'enregistrer à l'avance des sons naturels pour une utilisation ultérieure au montage. C'est ainsi qu'est née la plus grande collection de sons naturels du Royaume-Uni, qui comprend notamment des enregistrements de David Attenborough, David Toombs, Nigel Tucker ou Chris Watson (né en 1952), tous réalisateurs de films sur la nature et activistes environnementaux.
BBC Sound Effects permet aussi d'accéder à la Natural History Sound Collection de la British Library (BL), dans la mesure où les documents sont numérisés. La collection de la BL comprend plus de 240 000 échantillons sonores documentés et traités de manière scientifique, ce qui en fait la plus grande de ce type en Europe.